# Giovanni Battista Rossi (vescovo)
Giovanni Battista Rossi (Signa, 7 giugno 1777 – Pistoia, 16 febbraio 1849) è stato un vescovo cattolico italiano, 6º vescovo della diocesi di Pescia.

## Biografia
Appartenente a un'umile famiglia contadina, fu il suo parroco a intuirne la vocazione sacerdotale e a proporlo per l'ingresso in seminario, ma tale passaggio fu ostacolato dai proprietari terrieri presso cui lavorava la sua famiglia, i quali non accettavano di perdere due braccia al lavoro dei campi e si attivarono con l'arcivescovo di Firenze. Dopo alcuni anni, ce la fece ad entrarvi e nel 1801 ricevette la sacra ordinazione. Divenne vicerettore del seminario e vi insegnò diritto canonico e civile. Nel 1827 divenne docente di storia ecclesiastica presso l'Università di Pisa. Notato dal granduca di Toscana, fu presentato a papa Gregorio XVI e proposto come nuovo vescovo di Pescia, rimasta vacante da più di un anno. Giunse a Pescia il 26 marzo 1835. Subito, si dette da fare a conoscere le parrocchie della diocesi. Il 2 ottobre 1837 fu nominato vescovo di Pistoia e Prato. Qui rimase per dodici anni, fino alla morte, avvenuta nel 1849. È sepolto nella cattedrale di Pistoia.

## Genealogia episcopale
La genealogia episcopale è:
- Cardinale Scipione Rebiba
- Cardinale Giulio Antonio Santori
- Cardinale Girolamo Bernerio, O.P.
- Arcivescovo Galeazzo Sanvitale
- Cardinale Ludovico Ludovisi
- Cardinale Luigi Caetani
- Cardinale Ulderico Carpegna
- Cardinale Paluzzo Paluzzi Altieri degli Albertoni
- Papa Benedetto XIII
- Papa Benedetto XIV
- Papa Clemente XIII
- Cardinale Marcantonio Colonna
- Cardinale Giacinto Sigismondo Gerdil, B.
- Cardinale Giulio Maria della Somaglia
- Cardinale Carlo Odescalchi, S.I.
- Vescovo Giovanni Battista Rossi